# Saul (general)
Saul (em grego: Σαυλιος; romaniz.: Saulios) foi um comandante militar do final do século IV que esteve ativo nos Bálcãs. Sua origem é incerta, embora João de Antioquia mencione-o como alano. Ele foi citado em 394, quando comandou conjuntamente com Gainas e Bacúrio as tropas bárbaras do exército do imperador Teodósio I (r. 378–395) contra o usurpador Eugênio. Aparentemente teria fugido após o primeiro confronto com o exército de Eugênio.